# Irena Mrvová
Irena Mrvová (18. března 1940) byla československá politička ze Slovenska maďarské národnosti a bezpartijní poslankyně Sněmovny národů Federálního shromáždění za normalizace.

## Biografie
K roku 1976 se profesně uvádí jako dělnice. Ve volbách roku 1976 zasedla do slovenské části Sněmovny národů (volební obvod č. 85 – Galanta, Západoslovenský kraj). Mandát obhájila ve volbách roku 1981 (obvod Galanta). Ve Federálním shromáždění setrvala do konce funkčního období, tedy do voleb roku 1986.